# Луар, Марианна
Марианна Луар (Мари-Анн Луар; фр. Marianne Loir; 10 декабря 1705, Париж[…] — 11 мая 1783, Париж) — французская художница.

## Биография
Мари-Анн Луар родилась в Париже 10 декабря 1705 года и на следующий день была крещена в церкви Сен-Бенуа. Происходила из известной во Франции семье ювелиров и художников Луар. Её дедом был художник Николя Луар (1624—1679), отцом — ювелир Николя Луар, а младшим братом — художник и скульптор Алексис Луар (1712—1785).
Между 1738 и 1746 годами Марианна вместе со своим братом проживала в Риме, где знакомилась с произведениями старых мастеров и обучалась у Жана Франсуа де Труа (1679—1752). После возвращения во Францию проживала преимущественно в южной части страны, в частности, в городе По, и, вероятно, в Тулузе, где маслом и пастелью писала портреты представителей провинциальной аристократии (среди самых известных идентифицированных моделей: маркиза дю Шатле, герцогиня Флери, князь Монако Оноре II Гримальди и его брат, Мария Шарль Огюст Гримальди, граф де Матиньон). Какое-то время она жила в Марселе, где стала членом Марсельской академии изящных искусств (1762). В начале осени 1763 года Марианна находилась в Париже. Её наиболее поздние работы обычно датируются 1769 годом. Предполагалось, что она умерла в Провансе около этого времени, однако, согласно другим данным, она умерла в 1783 году в Париже.
При жизни Марианна Луар не была знаменитой художницей. Хотя она работала как профессиональный живописец и была членом провинциальной академии (Марсельской), её работы пользовались только ограниченным признанием. В то же время современные искусствоведы высоко оценивают мастерство Марианны Луар, портреты кисти которой не блёкнут даже по сравнению с работами Жана Марка Натье и других современных ей корифеев портретного жанра.
Сегодня работы Марианны Луар хранятся в различных музеях Франции а также в Монако в княжеском дворце.

## Галерея

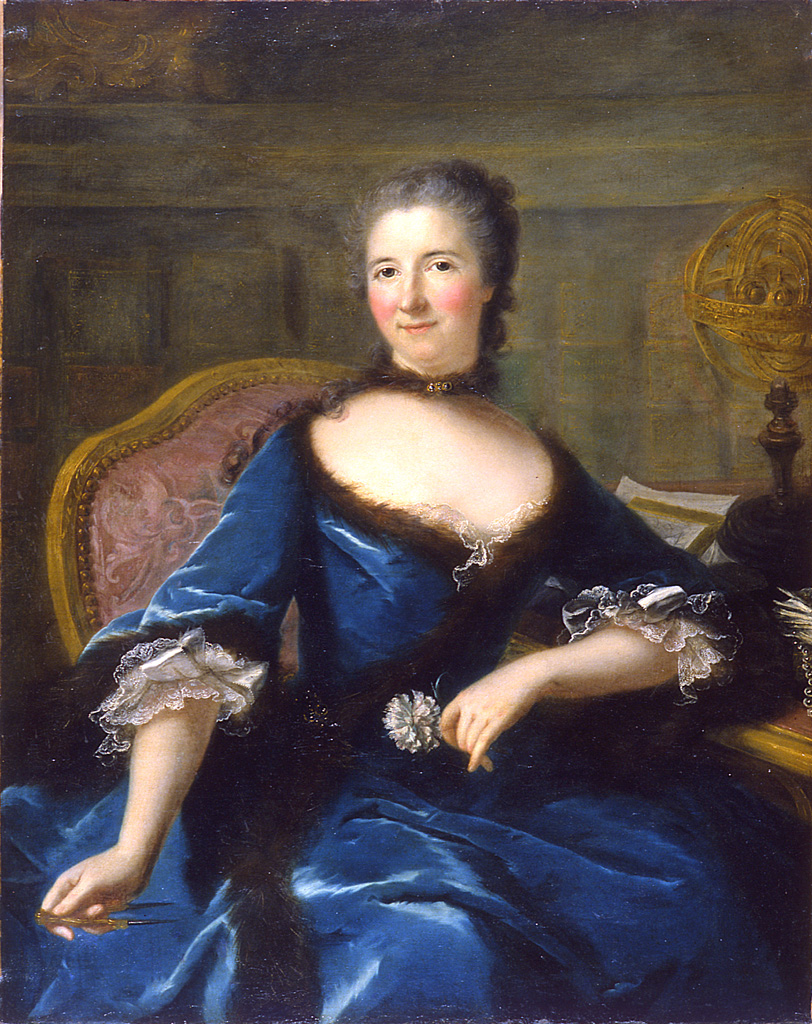
Портрет маркизы дю Шатле (ок. 1748), Музей изящных искусств Бордо.
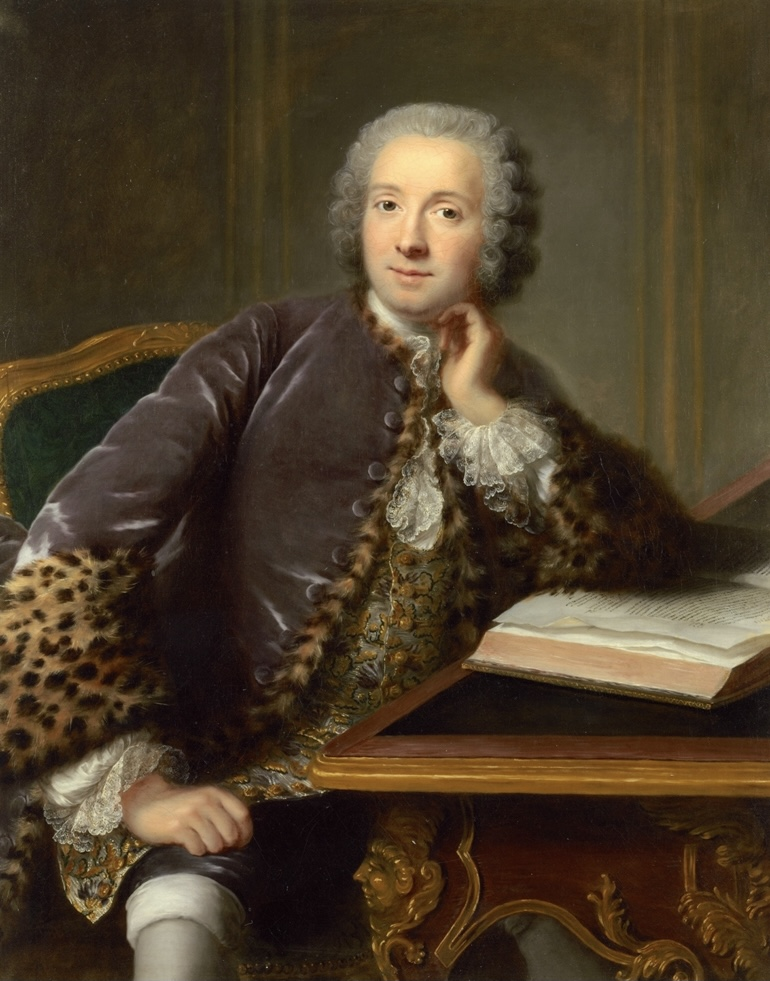
Портрет неизвестного (ок. 1750), Портлендский художественный музей[5].
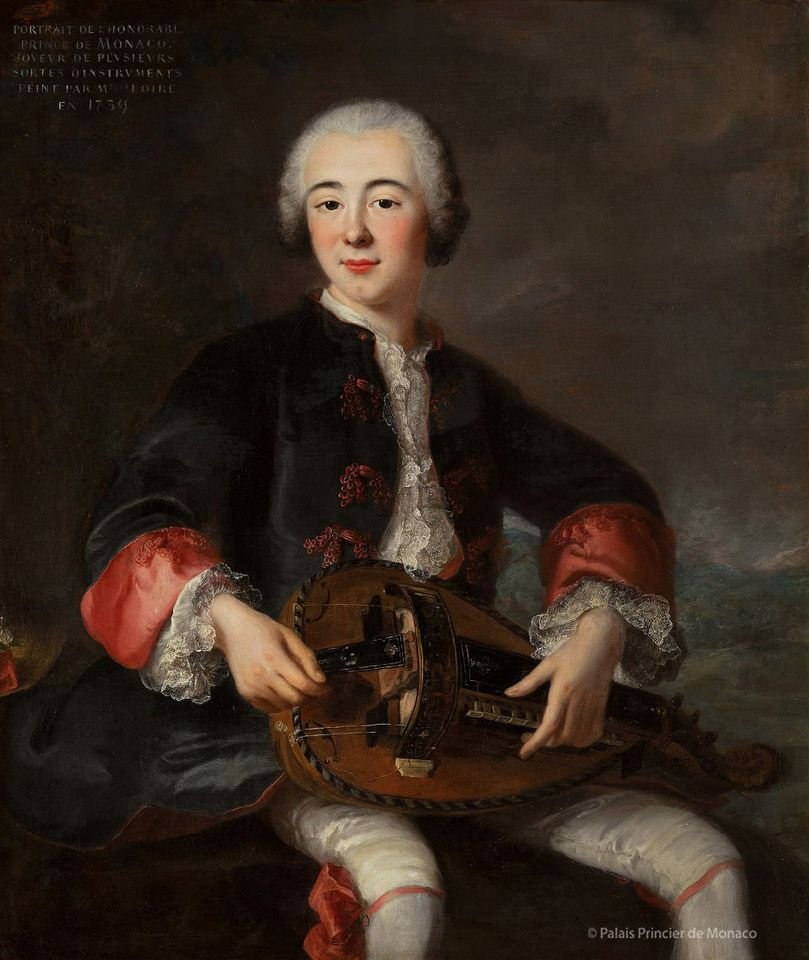
Князь Монако Оноре II Гримальди играет на шарманке (1739), Княжеский дворец в Монако.

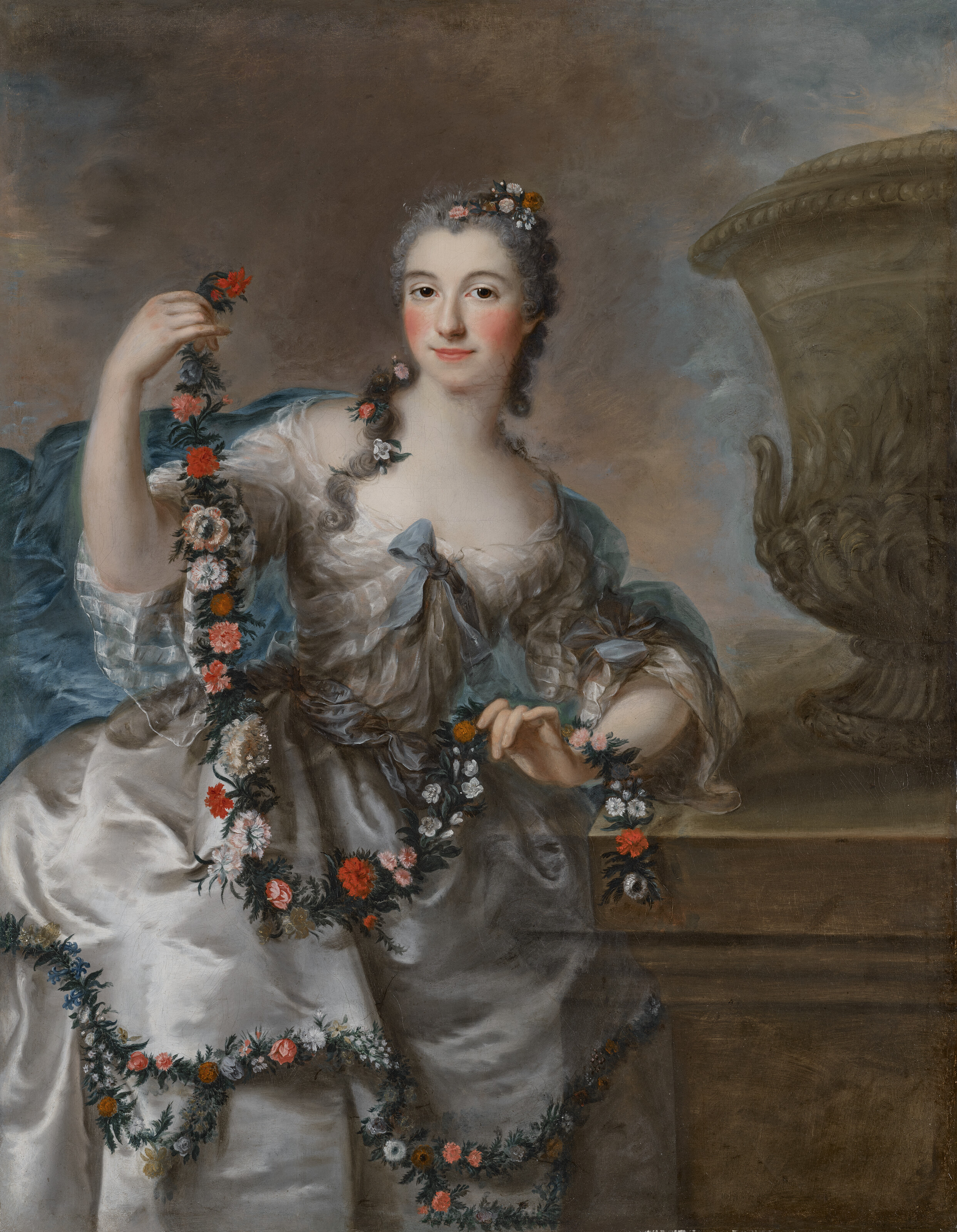
Портрет неизвестной дамы в образе Флоры
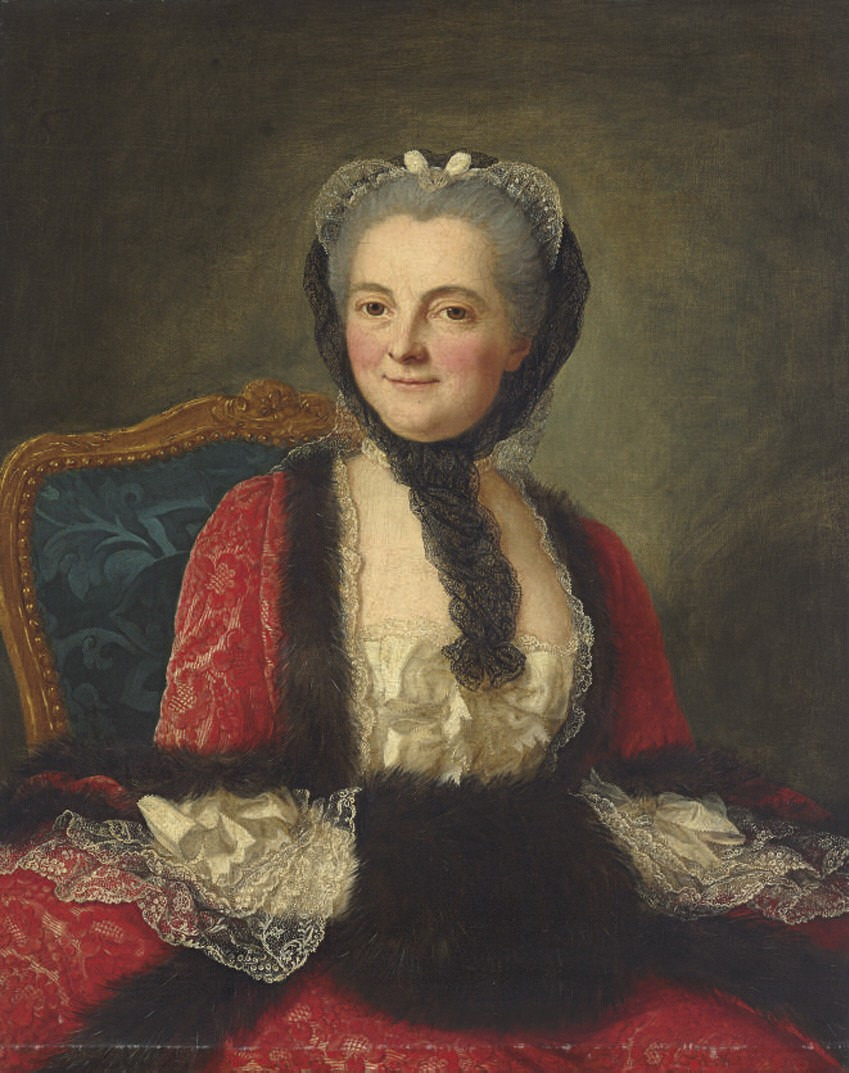
Портрет неизвестной дамы с меховой муфтой
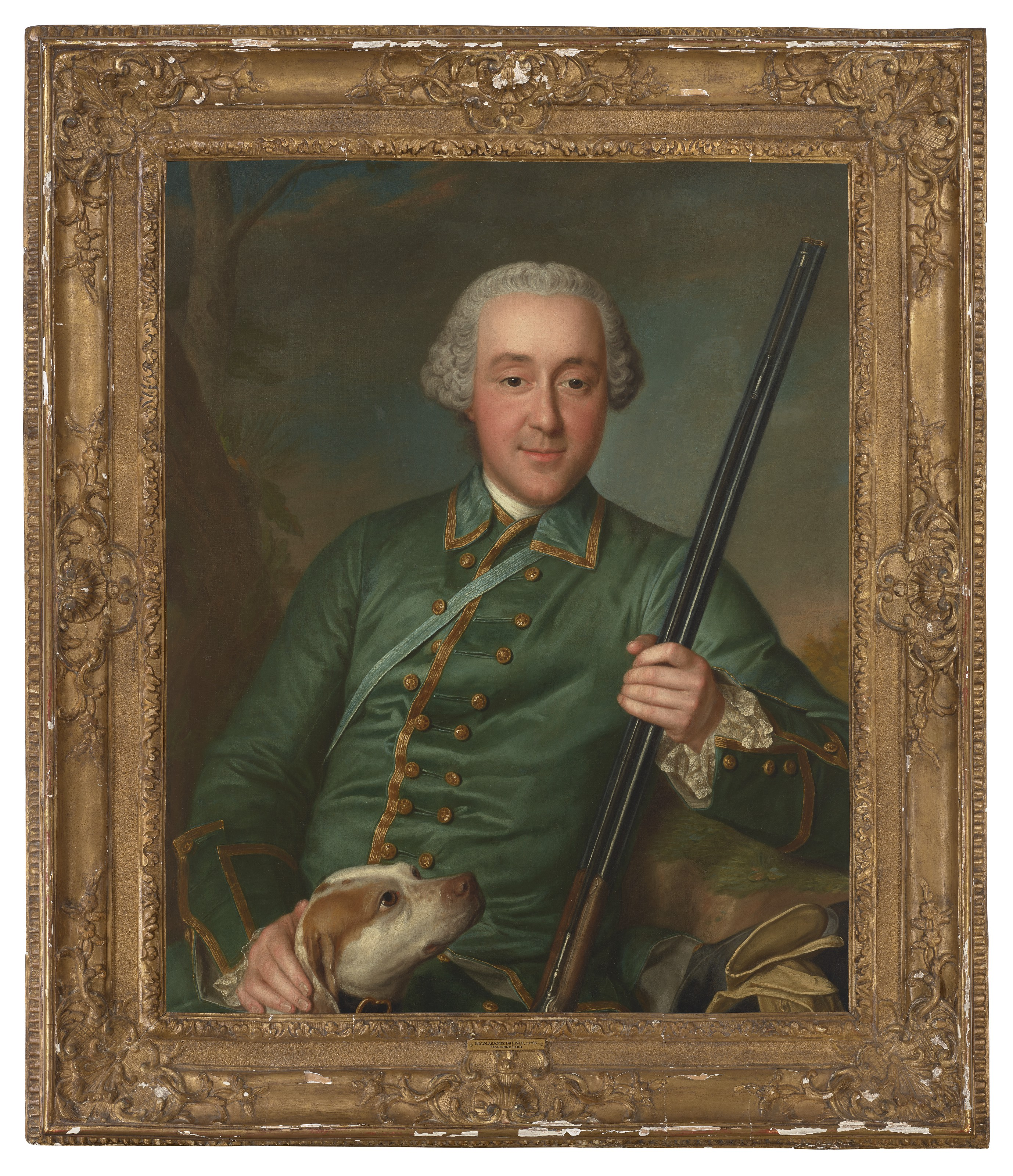
Николя-Анн де Лиль в охотничьем костюме